# Resolutie 118 Veiligheidsraad Verenigde Naties
Resolutie 118 van de Veiligheidsraad van de Verenigde Naties werd half oktober 1956 aangenomen met unanimiteit van stemmen. De resolutie stelde de voorwaarden waaraan een oplossing van het conflict over het Suezkanaal moest voldoen.

## Achtergrond
Tot 1956 was het Suezkanaal, dat doorheen Egypte de Middellandse Zee met de Rode Zee verbindt, eigendom van het Brits-Franse Suezkanaalbedrijf. Nadat de nationalistische Gamal Abdel Nasser president van Egypte werd, nationaliseerde hij het Suezkanaal en ontzegde hij schepen van buurland Israël de toegang ertoe.
Frankrijk en het Verenigd Koninkrijk dienden een klacht in bij de Verenigde Naties. De Veiligheidsraad hield het bij deze resolutie en bleef daarmee nogal op de vlakte. De Verenigde Staten steunden hun traditionele bondgenoten niet en probeerden via de Veiligheidsraad een staakt-het-vuren af te dwingen. Die ontwerpresoluties werden alle door Frankrijk en het Verenigd Koninkrijk bij veto verworpen.
Eind oktober 1956 kwam het tot een oorlog met Frankrijk, het Verenigd Koninkrijk en Israël tegen Egypte. Die eersten bezetten het Kanaal en omstreken. Dan kwam er een overeenkomst en werden de troepen vervangen door de UNEF-missie van de Verenigde Naties. Intussen werd het Kanaal opnieuw opengesteld voor alle scheepvaartverkeer.

## Inhoud
De Veiligheidsraad had de verklaringen in verband met de Suez-kwestie gehoord van secretaris-generaal Dag Hammarskjöld, Egypte, Frankrijk en het Verenigd Koninkrijk.
De Veiligheidsraad was ermee akkoord dat een oplossing van de kwestie aan de volgende voorwaarden moest voldoen:
- Er moest vrije doorgang zijn zonder discriminatie.
- De soevereiniteit van Egypte moest gerespecteerd worden.
- Het beheer van het kanaal moest losstaan van de politiek van enig land.
- De wijze van tolheffing moest overeengekomen worden tussen Egypte en de gebruikers.
- Een behoorlijk deel van de opbrengst moest naar ontwikkeling gaan.
- Bij twisten tussen het Suezkanaalbedrijf en Egypte moest bemiddeld worden.

## Verwante resoluties
- Resolutie 119 Veiligheidsraad Verenigde Naties
- Resolutie 1001 Algemene Vergadering Verenigde Naties

Lijst ·  111 ·  112 ·  113 ·  114 ·  115 ·  116 ·  117 ·  118 ·  119 ·  120 ·  121